# 狼窩鋪駅
狼窩鋪駅（ろうわほえき）は中華人民共和国河北省唐山市灤州市にある、中国鉄路総公司（CR）の駅。北京鉄路局所属の3等駅に設定されている。
旅客営業と貨物（危険物は除く）両方を扱う駅である。

## 乗り入れ路線
京哈線と津山線の2路線が乗り入れる。

## 駅構造
島式ホーム2面4線と単式ホーム1面1線、側線3線の計3面8線を有する地上駅。

## 駅周辺
- G102国道

## 歴史
- 1975年 - 開業。

## 隣の駅
中国鉄路総公司
京哈線
銀城鋪駅 - 狼窩鋪駅 - 石郎荘駅
津山線
唐山東駅 - 狼窩鋪駅 - 沙子河駅